# Szent Kereszt felmagasztalása templom (Magyarlápos)
Magyarlápos katolikus temploma a város főutcáján, a református templommal szemben áll. Az épület a romániai műemlékek jegyzékében az MM-II-m-B-04783 sorszámon szerepel.

## Története
A középkori, csúcsíves templom a város keleti szélén állott. A reformációkor a többségi unitáriusok kapták meg, és 1622 után a reformátusok birtokába került.
Magyarláposon a katolikus egyházat 1752-ben kezdték újjászervezni. Ekkor Mária Terézia segélyt utaltatott ki egy káplán költségeire. A város 1783-ban kapott állandó lelkipásztort. Ő eleinte imaházban misézett, majd 1787-ben saját kápolnát és lakást szereztek. A plébánia 1783 óta működik. A templomot gróf Eszterházy János adminisztrátora, Novák Márton buzgóságából építették 1813-ban. Mellette 1904-ben katolikus iskolát is alapítottak.

## Hitélet
A plébánia a Belső-szolnoki főesperesi kerülethez tartozik. Két filiáléja van:
- Oláhlápos (Lăpuș) — Szentháromság-templom,
- Tőkés (Groșii Țiblesului) — Szenvedő Krisztus templom

A misék rendje:
- Magyarláposon vasárnap és ünnepnapokon: 10 órakor, hétköznap: 8 és 17 (télen) vagy 18 (nyáron) órakor; örökös szentségimádási nap: augusztus 31.
- Tőkésben hétfőn és szerdán 18 órakor, vasár- és ünnepnapokon: 12 órakor,
- Oláhláposon hétfőn és szerdán 18 órakor, vasár- és ünnepnapokon: 14,30-kor.